# نيوز كورب (2013 - حتى الأن)
التجسد الحالي لشركة نيوز كوربريشن (يشار إليها رسميًا باسم نيوز كورب) هي شركة نشر وإعلام جماهيرية أمريكية ، تم تشكيلها كحلقة عرضية منفصلة لشركة نيوز كوربوريشن الأصلية (كما أسسها روبرت مردوخ في عام 1980) تركز على الصحف والنشر .
إنها واحدة من شركتين خلفتا شركة نيوز كوربوريشن السابقة ، إلى جانب شركة فوكس للقرن الحادي والعشرين ، والتي كانت تتألف من خصائص الإذاعة والوسائط التابعة لشركة نيوز كوربوريشن القديمة ، مثل مجموعة فوكس الترفيهية .  لقد تم تنظيم العرض التدريجي بحيث يكون 21st Century Fox هو الخليفة القانوني لشركة News Corporation القديمة واستمرارها ، مع كون News Corp الجديدة شركة جديدة بالكامل تم تشكيلها بواسطة تقسيم الأسهم . اعتبارًا من عام 2019 ، تحتفظ شركة Fox الشقيقة التابعة لشركة مردوخ (التي تم إطلاقها من شركة Fox للقرن الحادي والعشرين بعد الجزء الأكبر من أصولها التي اشترتها شركة والت ديزني ) بالبث التلفزيوني والأخبار والرياضة.
وتشمل أصولها البارزة داو جونز وشركاه (ناشر صحيفة وول ستريت جورنال ) ، نيوز المملكة المتحدة (ناشر ذا صن وتايمز ) ، نيوز كورب أستراليا ، Realtor.com وكذلك ناشر الكتب هاربر كولينز .